# Lèves
Lèves – miejscowość i gmina we Francji, w Regionie Centralnym, w departamencie Eure-et-Loir.
Według danych na rok 1990 gminę zamieszkiwało 3920 osób, a gęstość zaludnienia wynosiła 522 osoby/km² (wśród 1842 gmin Centre, Lèves plasuje się na 89. miejscu pod względem liczby ludności, natomiast pod względem powierzchni na miejscu 1261.).